# Movimento sistolico anteriore
Il movimento sistolico anteriore (SAM) è lo spostamento anteriore del lembo anteriore della valvola mitrale verso il setto interventricolare durante la sistole. Generalmente è una condizione benigna e raramente richiede un intervento medico, in quanto non determina sintomi gravi. È spesso legato ad altre condizioni come il rigurgito mitralico e l'ostruzione del tratto di efflusso del ventricolo sinistro.

## Sintomi
Nel momento in cui il cuore si contrae (sistole), il SAM ostacola il corretto funzionamento della valvola mitralica in quanto permette a una parte del sangue pompato dal ventricolo sinistro di tornare nell'atrio sinistro anziché entrare nella grande circolazione attraverso la valvola aortica. Per questo motivo il sangue tende ad accumularsi maggiormente nei polmoni favorendo una congestione polmonare. Possibili sintomi del SAM sono tosse e dispnea da sforzo.

## Fattori di rischio
Il SAM presenta vari fattori di rischio, tra cui un’eccessiva lunghezza del lembo anteriore della valvola mitrale, un’ipertrofia del setto interventricolare e una deviazione anteriore dell’inserzione dei muscoli papillari. Tutte queste alterazioni aumentano le forze di portanza e resistenza che si applicano al lembo anteriore della valvola mitrale spingendola verso il setto interventricolare. Le forze di portanza agiscono in modo perpendicolare rispetto alla direzione del flusso mentre quelle di resistenza agiscono parallelamente.

### Ipertrofia del setto interventricolare
L'ipertrofia del setto interventricolare, come nel caso della cardiomiopatia ipertrofica, determina la diminuzione del diametro del tratto di efflusso del ventricolo sinistro. La conseguenza è un aumento della velocità del flusso di sangue in uscita dal ventricolo sinistro attraverso il tratto di efflusso. L'aumento della velocità fa diminuire la pressone in questo tratto e per effetto Venturi il lembo anteriore della valvola mitrale viene risucchiato verso il setto interventricolare. In questo caso la forza che si sta considerando è una forza di portanza determinata da una differenza di pressione.

### Altre alterazioni morfologiche
Alterazioni morfologiche come un'eccessiva lunghezza del lembo anteriore della valvola mitrale o lo spostamento anteriore dei muscoli papillari favorisce il SAM. In questi casi il lembo anteriore della valvola mitrale è più facilmente soggetto alle forze di resistenza determinate dal flusso di sangue in uscita dal ventricolo sinistro. Sono proprio le forze di resistenza a rappresentare la principale causa del SAM.